# Eve Dessarre
Eve Dessarre (geboren als Eva Steinthal 1. Mai 1926 in Saarbrücken, Saargebiet; gestorben 27. Juli 1990 in Issy-les-Moulineaux) war eine französische Schriftstellerin.

## Leben
Eva Klara Steinthal war eine Tochter des Rabbiners und Philologen Hugo Steinthal (1893–1962) und der Wally Karfunkelstein (1895–1940), ihr Bruder war Peter Josef (Pierre-Joseph, 1927–2000).
Nach der Saarabstimmung 1935 floh die Familie Steinthal vor der nationalsozialistischen Rassenpolitik in die Schweiz, 1936 nach Palästina und dann nach Paris. Die deutsche Staatsbürgerschaft wurde ihnen im Januar 1940 entzogen.
Ihre Mutter beging bei der deutschen Besetzung Frankreichs 1940 Suizid, ihr Vater und ihr Bruder überlebten die Verfolgung. Steinthal schloss sich 1943 den Francs-tireurs et partisans an und nannte sich nun Eve Dessarre. Sie wurde später mit der Médaille de la Résistance ausgezeichnet.
Nach der Befreiung Frankreichs arbeitete Dessarre zwei Jahre bei der US Army und war danach als Journalistin und Schriftstellerin freiberuflich tätig. 1948 erhielt sie die französische Staatsbürgerschaft. 1954 heiratete sie Albert Legros, die Ehe wurde 1958 geschieden. Desarre veröffentlichte über 25 Kinderbücher. Etliche wurden in andere Sprachen übersetzt. Sie arbeitete auch für den Hörfunk.

## Schriften (Auswahl)
- L’Afrique noire chrétienne. Paris: Spes, 1960
- Quel sera le destin de l’Afrique? Plon, 1961
- Wiogan et les hommes blancs
  - Wiogan und der weisse Mann. Donauwörth: Auer/Cassianeum, 1963
- Nargis des montagnes. Delagrave, 1967
- série Janou in der Collection Spirale. Illustrationen von Jean-Gérald Bertrand
  - Janou dans la grotte d’argent. 1967
  - Janou et ses amis. 1967
  - Janou reporter. 1968
  - Janou cherche Roberta. 1968
- Le Jardin dans le désert. ill. Daniel Billon. 1972
- Mon enfance d’avant le déluge. Paris: Fayard, 1976
- Les sacrifiés. Paris: Orban, 1978

## Hörspiele in deutscher Übersetzung (Auswahl)
- 1981: Ein Meer voller Maiglöckchen – Regie: Hein Bruehl (Hörspiel – WDR)
- 1983: Das Meer kommt immer wieder – Regie: Klaus-Dieter Pittrich (Hörspiel – WDR)
- 1983: Das Meer kehrt stets zurück – Regie: Peter Groeger (Original-Hörspiel – Rundfunk der DDR)
- 1985: Jakob – Regie: Otto Düben (Originalhörspiel – WDR)
- 1986: Der Anwalt der Schatten – Regie: Heinz Dieter Köhler (Originalhörspiel, Kriminalhörspiel – WDR)

Quelle: ARD-Hörspieldatenbank